# Achmat Grozny
Achmat Grozny (Russisch: Республиканский Футбольный клуб «Ахмат» Грозный, Respoeblikanski futbolni klub „Achmat“ Grosny, volledige naam: АНО "Республиканский футбольный клуб "Ахмат" им. А. А. Кадырова, ANO Respoeblikanski futbolni klub „Achmat“ Grosny im. A. A. Kadyrova) is een Russische voetbalclub uit de Tsjetsjeense hoofdstad Grozny.
De club werd in 1946 opgericht als Dinamo Grozny en veranderde twee jaar later de naam in Neftjanik. In 1958 werd de naam Terek Grozny aangenomen en in 2017 werd de club vernoemd naar Achmat Kadyrov. In de jaren negentig werd de club tijdelijk ontbonden vanwege de Eerste Tsjetsjeense Oorlog. De thuiswedstrijden van de club worden in de stad Pyatigorsk gespeeld.
Ten tijde van de Sovjet-Unie speelde de club steeds in de lagere klassen, toch was het stadion in Grozny met 30.000 zitplaatsen vaak uitverkocht. In de nadagen van de Sovjet-Unie speelde de club in de 2de klasse. In 1994 zou de club vanwege de behaalde positie naar de hoogste klasse gaan, maar door de toestand in Tsjetsjenië werd de promotie geweigerd en speelde de club de volgende 7 jaar op lokaal niveau. In 2001 begon de club opnieuw in de 3de klasse en klom langzaam naar de hoogste klasse, in 2004 won de club als tweedeklasser de beker van Rusland. Na één seizoen degradeerde de club weer. Na een tweede plaats in 2007 kon de club opnieuw zijn plaats in de hoogste klasse opeisen.

## Erelijst
- Beker van Rusland

2004

## Eindklasseringen (grafisch) vanaf 1992
| 5 |

| 11 |

| 21 |

| - |

| - |

| - |

| - |

| - |

| - |

| 5 |

| 1 |

| 4 |

| 1 |

| 16 |

| 8 |

| 2 |

| 10 |

| 12 |

| 12 |

| - |

| 11 |

| 8 |

| 12 |

| 9 |

| 7 |

| 5 |

| 9 |

| 8 |

| 13 |

| 11 |

| Premjer-Liga | FNL | 2e divisie |

Gedurende de jaren 1995 t/m 2000 kwam Achmat niet in de competitie uit vanwege de Eerste Tsjetsjeense Oorlog en Tweede Tsjetsjeense Oorlog

## Achmat in Europa
Uitslagen vanuit gezichtspunt Achmat Grozny
| Seizoen                                                    | Competitie | Ronde | Land                 | Club        | Totaalscore | 1e W    | 2e W    | PUC |
| ---------------------------------------------------------- | ---------- | ----- | -------------------- | ----------- | ----------- | ------- | ------- | --- |
| 2004/05                                                    | UEFA Cup   | 2Q    | Vlag van Polen       | Lech Poznań | 2-0         | 1-0 (T) | 1-0 (U) | 3.0 |
|                                                            |            | 1R    | Vlag van Zwitserland | FC Basel    | 1-3         | 1-1 (T) | 0-2 (U) | 3.0 |
| Totaal aantal behaalde punten voor UEFA coëfficiënten: 3.0 |            |       |                      |             |             |         |         |     |

## Bekende (oud-)spelers
- Sjamil Basajev[2]
- Ognjen Koroman
- Jonathan Legear
- Daniel Pancu
- Valentin Iliev
- Martin Jiránek

## Trainer-coaches
- Aleksandr Koreshkov (2002)
- Vait Talgayev (2005)
- Leonid Nazarenko (2008)
- Vyacheslav Grozniy (2008–2009)

- Shakhin Diniyev (2009)
- Anatoliy Baydachniy (2010)
- Víctor Muñoz (2010–2011)

- Ruud Gullit (2011)
- Isa Baitiev (2011)
- Stanislav Tsjertsjesov (2011–)